# گل‌شکاف بزرگ
گل‌شکاف بزرگ (نام علمی: Diglossa major) نام یک گونه از سرده گل‌شکاف است.